# 40 acri e un mulo
40 acri e un mulo (Forty acres and a mule) è un termine usato per indicare il risarcimento che doveva essere assegnato agli schiavi afro-americani liberati dopo la guerra civile: 40 acri (16 ha) di terra coltivabile, e un mulo con il quale trascinare l'aratro per coltivarla.

## Storia
Il premio, una concessione terriera di un quarto di un quarto (un sedicesimo) di miglio quadrato spettante a capi famiglia presumibilmente in precedenza posseduti da proprietari terrieri bianchi, fu il prodotto dello Special Field Orders, No. 15, emanato il 16 gennaio 1865 dal Maggiore Generale William T. Sherman, e si applicava alle famiglie nere che vivevano vicino alla costa della Carolina del Sud, della Georgia e della Florida. Gli ordini di Sherman allocavano nello specifico "le isole da Charleston, a sud, i campi di riso abbandonati lungo i fiumi per trenta miglia all'interno dal mare, e i territori che costeggiano il fiume St. Johns in Florida". Non venivano menzionati muli nell'ordine di Sherman, anche se l'esercito potrebbe averli distribuiti comunque. Le concessioni federali e statali dell'epoca andavano da un quarto di miglio quadrato a un miglio quadrato.
Dopo l'assassinio del presidente Abramo Lincoln, il suo successore, Andrew Johnson, revocò gli Ordini di Sherman. Viene talvolta erroneamente sostenuto che Johnson pose anche il veto sull'approvazione della norma come statuto federale (introdotta come legge 60 del Senato). In realtà, la "Freedmen's Bureau Bill" sulla quale pose il veto, non faceva menzione di concessioni terriere o di muli. (Un'altra versione della Freedmen's Bill, sempre senza concessioni terriere, venne approvata in seguito, dopo che venne annullato il secondo veto di Johnson.)
Entro il giugno del 1865, circa 10.000 schiavi liberati erano stati insediati su 400.000 acri (1.600 km²) in Georgia e Carolina del Sud. Poco dopo il presidente Johnson ribaltò l'ordine e restituì le terre ai precedenti proprietari bianchi. A causa di ciò, la frase ha finito con il rappresentare il fallimento da parte della Ricostruzione e della società in genere, nell'assistere gli afro-americani.

## La frase nella cultura di massa statunitense
- Alcuni promotori di truffe sulla dichiarazione dei redditi hanno sostenuto che gli afro-americani hanno diritto a un credito di imposta per i risarcimenti agli schiavi, sostenendo talvolta che essi possono dedurre il costo di 40 acri e un mulo dal loro reddito imponibile. L'Internal Revenue Services considera frivole queste argomentazioni fiscali e ha fatto causa a persone che tentano di evitare di pagare le tasse in questo modo.[1]
- Una breve scena del film Via col vento ritrae degli schiavi liberati che ascoltano un opportunista che promette loro 40 acri e un mulo.
- Spike Lee, famoso regista afro-americano, ha battezzato la sua casa di produzione 40 Acres & a Mule Filmworks.
- Nell'episodio Sei riunioni prima di pranzo, della serie televisiva West Wing - Tutti gli uomini del Presidente, si fa specifico riferimento allo Special Field Orders, No. 15 e alla frase "40 acri e un mulo".
- Nella canzone, Dear Mr. President dall'album 2pac + Tha Outlawz, Tupac Shakur chiede "Dove sono i nostri 40 acri e un mulo?" al presidente Clinton.
- I Parliament Funkadelic menzionano i 40 acri e un mulo nella loro canzone su Washington, intitolata Chocolate City.
- E. L. Doctorow presenta un resoconto dell'ordine di Sherman nel suo libro La marcia del 2005.
- Layzie Bone dei Bone Thugs-n-Harmony e Young Noble, nell'album Thug Stories, cantano nella canzone Put Me in a Cell le seguenti parole: "Aspettando i miei 40 acri ed un ottuso per infiammarmi con la schiavitù che mi hai dato".
- C'è un riferimento anche nella canzone di Kanye West del 2004 All Falls Down: "Proviamo a ricomprarci i nostri 40 acri".
- Nel gruppo Gov't Mule, il cantante Warren Haynes nella canzone Mule canta nel ritornello: "Dov'è il mio mulo? Dove sono i miei 40 acri?".
- Un riferimento più recente è dato da Jay-Z nella canzone Say Hello: "Non mi darai mai i miei 40 Acri ed un mulo, così ho il mio Glock 40 ed adesso sono figo".
- Nella canzone Who Stole the Soul? dall'album Fear of a Black Planet dei Public Enemy si menziona: "Ho una domanda per Jack, chiedigli 40 acri ed un mulo Jack".
- Un altro riferimento dal mondo dell'Hip Hop è dato dalla canzone Hey Now (Mean Muggin) del Rapper Xzibit che canta: "Guarda dove vivo ora: 40 Acri, e una Maybach-Benz".
- Kendrick Lamar parla di 40 acri e un mulo nella prima canzone di To Pimp a Butterfly, Wesley's Theory, quando dice: "What you want you? A house or a car? Forty acres and a mule, a piano, a guitar?" e nella canzone dopo dello stesso disco For Free: "I need forty acres and a mule, Not a forty ounce and a pitbull".
- Durante l’esibizione nell’intervallo del LIX Super Bowl, Kendrick Lamar fa riferimento alla frase prima di performare il singolo Not Like Us, dicendo: “40 acri e un mulo, questo è più grande della musica”